# De Onschuldige Magiër
De Onschuldige Magiër (Engels: The Innocent Mage) is het eerste deel in de Koningsmaker, Koningsbreker-serie van de Australische schrijfster Karen Miller. Het verhaal wordt vervolgd en besloten in De Magiër Ontwaakt.

## Inhoud
Het hoofdpersonage, Asher van Restharven, wenst zijn eigen boot te hebben en laat zijn vader en zes broers achter om op zoek te gaan naar het fortuin. Hij komt terecht in Dorana, waar hij bevriend raakt met Prins Gar, de troonopvolger. Zonder dat een van beiden het beseft worden ze in de gaten gehouden door de Cirkel, een geheime organisatie die gelooft in de vervulling van een eeuwenoude profetie die zegt dat Asher het Koninkrijk zal redden van duistere krachten.
Na de val van Morg, een duistere tovenaar, wordt Dorana geregeerd door magie. Voor een Olken is het verboden deze kracht te gebruiken. Zij die deze wet overtreden, worden tot de doodstraf veroordeeld.
Asher kwam naar de hoofdstad van het koninkrijk Lur om fortuin te vinden. Hij begint als stalknecht nabij het Koninklijk Paleis en eindigt als de persoonlijke assistent van Prins Gar, de bemiddelaar tussen Olken en Doranen. Al snel verdient hij meer geld dan hij nodig heeft om een simpele boot te kopen.
Maar er heerst onrust tussen de Olken. Het is voorspeld dat de Onschuldige Magiër zal worden geboren, wiens taak het is om het koninkrijk te redden van duistere wezens achter de Muur van Barl. De Cirkel houdt Asher in de gaten, waarna zijn leven een totaal onverwachte wending neemt.

## Personages
- Asher - Een simpele visserszoon
- Dathne - Lid van de Cirkel
- Veira - Een Wijze, een van de oudste leden van de Cirkel
- Borne - De Koning van Lur en tevens de KlimaatRegelaar.
- Dana - De Koningin van Lur
- Prinses Fane - Het tweede kind van de Koninklijke familie
- Prins Gar - Troonopvolger en bemiddelaar voor Olken en Doranen
- Durm - De mentor van Fane en de koningsmagiër
- Darran - Persoonlijke secretaris van Prins Gar
- Willer - Darrans assistent
- Conroyd Jarralt - Lid van de Koninklijke Raad
- Matcher - De persoonlijke koetsier van de Koninklijke familie